# 민감초
민감초(-甘草, Glycyrrhiza glabra)는 감초속에 속한 식물이다. 이 식물의 뿌리를 리코리스(liquorice)라 하며, 이 뿌리에서 단맛을 추출해 낼 수 있다.